# رافاييل كيسادا
رافاييل كيسادا (بالإنجليزية: Rafael Quesada)‏ هو لاعب كرة قدم أمريكي في مركز حراسة المرمى، ولد في 16 أغسطس 1971 في ميامي في الولايات المتحدة. شارك مع منتخب بيرو لكرة القدم. أما مع النوادي، فقد لعب مع أليانزا ليما وسبورت بويز ونادي سبورتينغ كريستال ونادي يونيفرسيتاريو.

## وصلات خارجية
- رافاييل كيسادا على موقع قاعدة بيانات كرة القدم.إي يو (الإنجليزية)
- رافاييل كيسادا على موقع ناشيونال فوتبول تيمز (الإنجليزية)